# Jane di Castro
Jane di Castro (Rio de Janeiro, 7 de abril de 1947 – Rio de Janeiro, 23 de outubro de 2020), foi uma cantora e artista performática brasileira.

## Biografia
Jane passou a infância no bairro de Oswaldo Cruz, no Rio de Janeiro. Filha de mãe evangélica e pai militar, sofreu em casa a repressão por ser travesti. Na década de 1960 foi trabalhar como cabeleireira, em Copacabana. Começou a se apresentar em casas noturnas do bairro e, em 1966, estreou no  Teatro Dulcina. Manteve a carreira artística em paralelo com a profissão, até abrir seu próprio salão, em 2001.
Foi dirigida por Bibi Ferreira no espetáculo Gay Fantasy no qual também atuaram Rogéria, Marlene Casanova e outras e Ney Latorraca. Apresentou-se em diversos palcos do Brasil e do exterior, incluindo uma performance no Lincoln Center.                                                                                                        
Jane Di Castro fez vários shows internacionais como França,Bèlgica e Suíça. Foi estrela em Luxemburgo por oitos anos e morou em New York por quatro anos,depois retornou ao Brasil.
Em 2004 estrelou no Teatro Rival o espetáculo Divinas Divas, ao lado de Rogéria, Divina Valéria, Camille K, Eloína dos Leopardos, Marquesa, Brigitte de Búzios e Fujika de Halliday. O musical, que relembra a trajetória de travestis e transformistas de Copacabana, manteve-se em cartaz por 10 anos.
Depois de 47 anos vivendo com Otávio Bonfim, formalizou a união em 2014, num casamento coletivo que reuniu 160 casais LGBT.
Em 2018, o marido da artista morreu em decorrência das complicações de um câncer, deixando-a viúva.
A cantora e artista performática carioca morreu de câncer em 23 de outubro de 2020 no Hospital de Ipanema no Rio de Janeiro. Foi sepultada no Cemitério Parque Jardim da Saudade, em Sulacap, zona oeste do Rio.

## Filmografia

### Televisão
| Ano  | Título                                     | Papel             | Notas |
| ---- | ------------------------------------------ | ----------------- | ----- |
| 2020 | Rua do Sobe e Desce, Número que Desaparece | Lana              | [ 8 ] |
| 2017 | A Força do Querer                          | Amiga de Nonato   | [ 8 ] |
| 2014 | Pé na Cova                                 | Patricia Swanson  | [ 8 ] |
| 2013 | Salve Jorge                                | ela mesma         | [ 8 ] |
| 2012 | Aquele Beijo                               | ela mesma         | [ 8 ] |
| 2008 | Faça Sua História                          | Participação      | [ 8 ] |
| 2007 | Paraíso Tropical                           | Amiga de Virgínia | [ 8 ] |
| 1995 | Explode Coração                            | ela mesma         |       |

### Cinema
| Ano  | Título                                 | Papel          |
| ---- | -------------------------------------- | -------------- |
| 2020 | De Perto Ela Não É Normal              | Chefe do INSS  |
| 2018 | Rogéria, Senhor Astolfo Barroso Pinto  | ela mesma      |
| 2016 | Divinas Divas                          | Jane di Castro |
| 2016 | O País do Cinema                       | Documentário   |
| 2012 | A Inevitável História De Letícia Diniz | Cristina       |
| 1976 | O Sexomaníaco                          | Mulher         |